# Anacaona
Anacaona (del taïno anacaona, que significa 'flor daurada'; ana, 'flor', i caona significa 'or, daurat') -1474-1503- era una cacic, nascuda en una família de caps, i germana de Bohechio, cap de Jaragua. El seu marit era Caonabo, cap del territori proper de Maguana. El seu germà i el seu marit eren dos dels cinc cacics més alts que governaven l'illa de Kiskeya (castellà: Quisqueya, ara anomenada Hispaniola) quan els espanyols es van establir allà el 1492. Anacaona era famosa com a compositora de balades i de poemes narratius, anomenats areítos.

## Vida
Anacaona va néixer a Maguana (proper a l'actual Léogâne), on el seu germà era el cap a l'any 1474. Durant l'última visita de Cristòfor Colom el 1496, Anacaona i el seu germà Bohechio negociaven amb els espanyols com a iguals. En aquella ocasió, Bartolomé de las Casas explica en la seva Historia de las Indias que Colom havia negociat amb èxit que els nadius paguessin un tribut en menjar i cotó als espanyols sota el seu comandament.
La visita és descrita com si hagués tingut lloc en una atmosfera amistosa. Mesos més tard, Colom va arribar amb una caravel·la per recollir una part del tribut. Anacaona i Bohechio van pujar a bord com els seus convidats. Al principi les relacions entre nadius i conquistadors eren cordials, cosa que va fer que els nadius s'adonessin massa tard que les seves terres estaven sent robades i els seus companys estaven sent esclavitzats.
L'alt estatus d'Anacaona probablement estava enfortit per elements de descendència matrilineal de la societat taïno, com descriu Pere Màrtir d'Angleria. Els cacics taïno habitualment passaven la seva herència als fills grans de les seves germanes. Si aquestes no tenien cap nen, aleshores anava als nens dels seus germans, i quan no en tenien cap, aleshores requeia en el seu propi fill.
Anacaona va tenir un nen, anomenat Higuemota, les dates de naixement i de mort del qual són perdudes per a la història.

## Arrest i mort

Anacaona

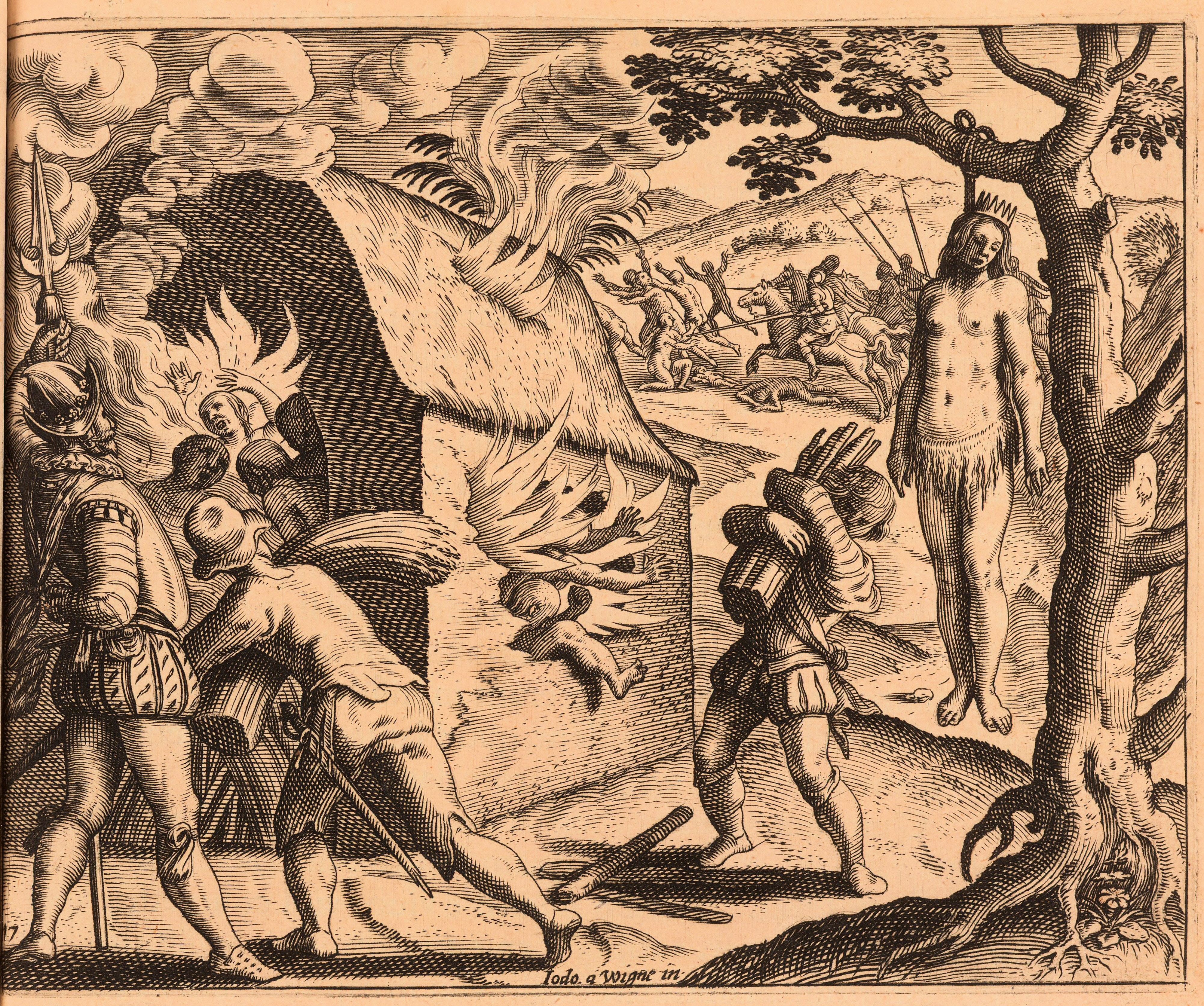
Massacre de la reina i els seus, per Joos van Winghe, publicat el 1598 en la Brevísima relación de la destrucción de las Indias escrit per Bartolomé de las Casas

Anacaona va esdevenir cap de Jaragua després de la mort del seu germà. El seu marit Caonabo, sospitós d'haver organitzat un atac recent a Fort Nativitat, va ser capturat per Alonso de Ojeda i embarcat a Espanya, morí en un naufragi durant el viatge. El taïnos, sent maltractats pels conqueridors, es van revoltar i van fer una llarga guerra contra ells.
El 1503 durant una reunió de 80 cacics, incloent Anacaona, el governador espanyol Nicolás de Ovando va ordenar cremar la casa on estaven reunits per cremar-los vius. La cacic Anacaona i els nobles taïnos van ser arrestats —acusats de conspiració per resistir l'ocupació, i van ser executats.
Abans de la seva execució, se li va oferir a Anacaona clemència si es donava com a concubina a un dels espanyols. Ella va escollir l'execució abans que la convivència amb el seu enemic espanyol, fonamentant amb la seva negativa la seva llegenda. Anacaona es va mantenir rebel i independent fins a la seva mort pública i violenta.
Com a deferència, Anacaona va ser penjada, en lloc d'ajusticiada amb l'espasa com ho van ser els altres nobles taïns. Tenia només 29 anys.
La famosa autora haitiana americana Edwidge Danticat va escriure una novel·la guardonada, titulada Anacaona: Golden Flower, Haiti, 1490, dedicada a ella. Més recentment ha aparegut una altra novel·la amb el títol Anacaona, Ayiti's Taino Queen/Anacaona (La reina taïno d'Ayiti) per Maryse N. Roumain. La seva persona també està immortalitzada en la música dels cantants haitians folk Ansy i Yole Dérose, així com en la del compositor de salsa porto-riqueny Tite Curet Alonso i també Irka Mateo, totes amb el títol Anacaona. La primera pista del primer disc en solitari de Cheo Feliciano també es titula Anacaona.